# Dumitrița
Dumitrița è un comune della Romania di 2938 abitanti, ubicato nel distretto di Bistrița-Năsăud, nella regione storica della Transilvania.
Il comune è formato dall'unione di 3 villaggi: Budacu de Sus, Dumitrița, Ragla.